# Драг-Он
Мел Джейсън Смолс, по-известен с псевдонима си Drag-On, е американски хип-хоп изпълнител и актьор от Ню Йорк. Известен е като оригинален член на списанието Ruff Ryders Entertainment, където издава своя дебютен албум „Opposite of H2O“ през 2000 г. Албумът е успешен, дебютира на номер пет в класацията на Billboard 200 в САЩ и в крайна сметка е продал над 500 000 копия и получава златна сертификация от Асоциацията на американската звукозаписна асоциация. След като напуска „Interscope Records“, който дебютира заедно с Ruff Ryders, Drag-On се присъединява към Virgin Records и пуска втория си албум „Hell and Back“ през 2004 г.
Drag-On започва своя собствена звукозаписна компания Hood Environment през 2014 г. Drag-On пуска своя уебсайт Hood Environment.Com с поредица от freestyle и mixtape. Drag-On се появи във филма „Открити рани“ и „От люлка до гроб“.

## Дискография
- Opposite of H2O (2000)
- Hell and Back (2004)
- Hood Enviroment (2007)